# Elias Canetti

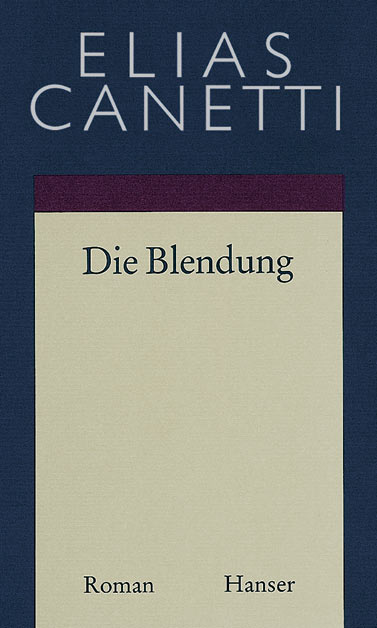
"Auto de fe", 1931

Elias Canetti (Ruse, Bulgaria; 25 de julio de 1905-Zúrich, Suiza; 14 de agosto de 1994) fue un pensador búlgaro y escritor en lengua alemana, Premio Nobel de Literatura en 1981. Era hermano del médico Georges Canetti y del promotor musical Jacques Canetti.

## Biografía

### Infancia
Elías Canetti nació en Ruse, de una familia comerciante de origen sefardí, hijo mayor de Jacques Canetti, judío de origen español (los antepasados paternos nacieron con el apellido de Cañete, pero, tras la expulsión de los judíos de la península ibérica en 1492, cambiaron su apellido), y de Mathilde Arditti, nacida de una acaudalada familia judía sefardí de origen italiano (antepasados maternos eran sefardíes de Livorno que se asentaron en Bulgaria). El idioma de su infancia era el ladino o judeoespañol que habla en la familia (en su autobiografía, asociado a fuertes recuerdos de la infancia), pero el pequeño Elías tuvo sus primeras experiencias con la lengua alemana que era la de uso privado por los padres (que la consideraban el lenguaje del teatro y el de sus años de estudio en Viena).
Después de aprender la lengua búlgara para el uso cotidiano, tuvo que aprender inglés cuando su padre decidió trasladarse a trabajar en Mánchester en 1911. La decisión fue recibida con entusiasmo por Mathilde Arditti, mujer culta y liberal, que tuvo que sacar a Elías de la influencia de su abuelo paterno, que se había unido a la escuela talmúdica. Muerto su padre, al año siguiente la familia emigró a Viena donde vive la Primera Guerra Mundial. Una vez instalado en Austria, utilizará el alemán principalmente. En 1916 la familia se trasladó a Zúrich, donde Canetti pasó, entre 1916 y 1921, sus años más felices.
En este período, a pesar de la presencia de sus hermanos más pequeños, la relación Canetti con su madre (que desde 1913 sufrió de crisis periódicas depresivas) se hizo cada vez más estrecha, conflictiva y marcada por la dependencia mutua.

### Alemania y Austria
En 1921 la familia se traslada a Fráncfort, donde Canetti asiste a las manifestaciones populares tras el asesinato del ministro Walter Rathenau, la primera experiencia con el comportamiento de las masas que le dejó una impresión indeleble. En 1924 regresó con su hermano Georges a Viena, donde se graduó en química en 1929, aunque su gran pasión era la literatura y a ella se dedicó. Canetti se integró rápidamente en la élite cultural vienesa, donde estudió las obras de Otto Weininger, Sigmund Freud (que despertó su desconfianza desde el principio) y Arthur Schnitzler, y asistió a las famosas conferencias a cargo de Karl Kraus, polemista y moralista, que reconoce como su principal maestro. En uno de estos encuentros culturales conoció a la escritora sefardí Venetiana (Veza) Täubner-Calderón, muy inteligente y que carecía del antebrazo derecho desde el nacimiento. En 1934 se casó con ella, a pesar de la oposición de su madre.
Bajo la influencia de la memoria de los acontecimientos de Fráncfort, en 1925 empezó a tomar forma un proyecto de libro sobre la masa. En 1928 se fue a trabajar a Berlín como traductor de libros americanos (especialmente de Upton Sinclair), y allí conoció a Bertolt Brecht, Isaak Babel y George Grosz. Dos años más tarde recibió su doctorado en química, pero no ejerció la profesión por la que nunca mostró interés. Entre 1930 y 1931 comenzó a trabajar en la novela Die Blendung (Auto de fe), publicada en 1935, y regresó a Viena donde continuó frecuentando ambiente literario y artístico: Robert Musil, Fritz Wotruba, Alban Berg, Anna y Alma Mahler.
En esta época también conoció de cerca al director de orquesta Hermann Scherchen del que describe su interesante y compleja personalidad en la parte de su autobiografía de 1931 a 1937, titulada: El juego de ojos, capítulo El director de orquesta y siguientes, narrando también la pasión de Scherchen por Anna Mahler, hija del músico Gustav Mahler y notable escultora.
En 1932 publicó su primera obra de teatro, La Boda. Dos años más tarde fue el turno de La Comedia de las Vanidades. En 1937 se trasladó a París por la muerte de su madre, hecho que lo marcó profundamente y que cierra simbólicamente el tercer volumen de la autobiografía.

### Londres
En 1938, después de la Noche de los cristales rotos en Austria, Canetti se trasladó primero a París y después a Londres, donde obtuvo la ciudadanía británica en 1952. Es en Gran Bretaña donde vivió pobremente y trabajó en una de sus obras magnas, Masa y poder (del alemán: Masse und Macht), influido notablemente por la Alemania nazi que había podido ver de cerca. Las próximas dos décadas, se dedicó exclusivamente al este proyecto sobre la psicología de las masas, cuyo primer y único volumen, Masa y poder, fue publicado en 1960.
En 1954 pasó un período en Marruecos, siguiendo un rodaje cinematográfico, estancia de la que surgió el volumen Las voces de Marrakech.
El estreno de su drama Los emplazados tuvo lugar en Oxford en 1956. Su esposa Veza, con quien compartió su entusiasmo socialista y su veneración por Karl Kraus, se suicidó en 1963 tras el fracaso de su matrimonio, tal vez debido a las traiciones frecuentes de Elias. Incómodo con la mentalidad y las costumbres inglesas, se mostró muy crítico con la intelectualidad del país, como describe en su libro Fiesta bajo las bombas, en el que dejó un retrato inmisericorde de su amante, la novelista británica Iris Murdoch.

### Zúrich
En 1971 se casó con Hera Buschor, una museóloga residente en Zúrich, con quien tuvo al año siguiente una hija, Johanna, un acontecimiento que convence a la pareja de establecerse permanentemente en Zúrich, en la Klosbachstrasse 88 en Züriberg (colina al este de la ciudad). En 1969 se publicó El otro proceso de Kafka. Sobre las cartas a Felice (Der Andere Prozess. Briefe an Felice) que analiza la correspondencia entre Kafka y Felice Bauer.
En la década de los 70 realiza giras por Europa en varias ocasiones para dar conferencias. En 1977 se publica el primer volumen de su autobiografía, con gran éxito de crítica y público. Siguió con dos volúmenes más y una cuarta y última parte publicada en 2003 después de su muerte, completada por su hija sobre la base de sus notas.
Autor centrado como ningún otro en el pensamiento, publicó diversos ensayos aforísticos: en 1973: Die Provinz des Menschen (La provincia del hombre), experiencia que renueva más tarde en 1992, con El suplicio de las moscas (Fliegenpein Die). También escribió una galería de "personajes" en 1974, en línea con Teofrasto y Jean de La Bruyère, con Der Ohrenzeuge (El testigo oidor).
En 1972 recibe el Premio Georg Büchner, la más importante distinción literaria en lengua alemana, y en 1975, las Universidades de Mánchester y Múnich le otorgaron doctorados honoris causa. En 1981 recibió el Premio Nobel de Literatura, "para unas obras que se caracterizan por una amplia visión, la riqueza de ideas y el poder artístico". Entre los fundamentos de la entrega del Nobel, se menciona también su estudio de los movimientos de masas y de manera especial de la brutalidad del nacionalsocialismo germano y de las dictaduras en general. El conjunto de su obra personal no podrá ser conocido hasta el año 2024 por sus propias disposiciones testamentarias.
Después de la muerte de Hera (1988), Elias Canetti regresó a Zúrich, donde murió el 14 de agosto de 1994, y en cuyo cementerio fue enterrado junto a James Joyce.

## Obras

### Auto de fe
Es el primer libro de Elias Canetti y su única novela. Se publicó en 1935. Fue prohibido más tarde por los nazis y, a pesar de la apreciación de Thomas Mann y Hermann Broch, no recibió mucha atención hasta que volvió a publicarse en la década de 1960.
Novela de ficción dentro de la corriente del expresionismo entonces tan en boga en Alemania y Austria, de una fuerza considerable, con algunos elementos grotescos y demoníacos, se puede comparar con las grandes obras de la literatura rusa del siglo XIX, sobre todo, con la obra de Nikolai Gogol y con la de Fyodor Dostoevsky, con el que el propio Canetti ha reconocido su deuda.

### Masa y poder
Fue una obra de difícil gestación. Canetti la comienza a concebir en 1925, empleó cuarenta años en escribirla y la definió como "el trabajo de toda una vida." Sustancialmente, Masa y poder es un trabajo antropológico y sociológico en el sentido de Canetti. A través del estudio de la formación de la masa que pone al descubierto, indaga en los principios que subyacen en el poder. En este ensayo monumental, Canetti hizo fusionar material de diferentes disciplinas (antropología, sociología, mitología, etología, historia de las religiones), evitando nombres programáticos como Marx o Freud (mencionados solo una vez en una nota al pie).
El argumento muestra que lo que contribuye a formar una masa es un instinto tan innato en el hombre como el de supervivencia. En la primera parte, se analiza la dinámica de los distintos tipos de masa y el "silencio". La segunda parte se centra en la cuestión de cómo y por qué las masas obedecen a sus líderes. Adolf Hitler se presenta como la cabeza paranoide, fascinado por el tamaño de la masa que él manda. La persecución de los judíos se coloca a continuación en relación con la enorme inflación de la posguerra de la Primera Guerra Mundial. Su análisis del ejercicio del poder a través de las órdenes "aguijones" ha sido una aproximación genial para descubrir los mecanismos de control social en la sociedad contemporánea. Sus análisis de las peculiaridades históricas de las diversas sociedades nacionales europeas fundamentan los diferentes comportamientos de estas en la evolución de la historia del siglo XX. En conjunto, la obra puede considerarse como el estudio más sólido y fundamentado hasta la fecha de los mecanismos de la sociedad del siglo XX.
Canetti quiere descubrir las estructuras de poder elementales en sistemas totalitarios. La persona de Hitler no es para él un fenómeno único, sino solo un tipo entre otros. En los sistemas totalitarios, el poder está en manos del gobernante. Para Canetti, el poder se basa en la violencia. Así, escribe en Masa y poder que, en su momento arcaico, el poder se manifiesta como un "momento de supervivencia" cada vez que un vivo se enfrenta triunfante a una persona muerta. La posesión de poder significa supervivencia. El derecho a decidir sobre la vida y la muerte es, lógicamente, el instrumento más seguro para la preservación del poder y la vida. Según Canetti, este instrumento de horror ahora es un derecho en los sistemas totalitarios y le da al dictador la apariencia de una divinidad. Pero un dictador no es un dios. En cambio, Canetti lo define como un gobernante paranoico. La preservación de su poder es lo más importante para él y al mismo tiempo el sentimiento permanente de amenaza está presente en él. La masa de sus súbditos solo puede ser controlada por los gobernantes paranoicos al decidir excesivamente sobre sus vidas y sus muertes. "uno podría decir que sus sujetos más perfectos son aquellos que han muerto por él", ya sea en la guerra, en juicios o en campos de exterminio.
La voluntad de un gobernante se expresa en sus órdenes. Y el hombre, como lo ve Canetti, no solo está "acostumbrado a los mandatos desde una edad temprana, se compone en gran medida de lo que se llama educación". Canetti, que como adulto nunca había sido capaz de liberarse completamente del poder autoritario de su madre, ve en el mando y su ejecución la constante natural de comportamiento - para Canetti, la orden es algo fundamental, algo que es más antiguo que el lenguaje. Si se da y entiende una orden, la acción que lo sigue es percibida como ajena por la actuación. Se ha impuesto. La persona en acción siente el poder que está en el mando.
Para Canetti, el poder en el sentido figurativo e integral también significa ser capaz de decidir la vida y la muerte. En cada orden, por lo tanto, hay una amenaza de muerte original que está antropológicamente justificada. Los sistemas de poder totalitarios se basan en la ley de los más fuertes, y las rebeldías son tan difíciles porque la ejecución de una orden está fundamentalmente anclada en el patrón de comportamiento humano. Pero, ¿qué hace que una orden sea tan irrefutable?
Para entender la dependencia del hombre de la orden, Canetti desglosa la orden en una "unidad y un aguijón". El impulso, el miedo al castigo, obliga al hombre a ejecutar la orden. Después de eso, dentro del ser humano, el aguijón como columna vertebral de mando permanece como un "cuerpo extranjero". En esta picadura dolorida, se recuerda la memoria del mandato ordenado desde el exterior. Dado que los aguijones son cuerpos extraños, la gente busca disolverlos. La resolución de una picadura solo se puede realizar invirtiendo la situación de mandato original, cuando el destinatario del mandato pasa el mismo mandato que el distribuidor de órdenes. Una espiral de poder que continúa arrasando hasta el sacrificio final, que ya no tiene a nadie a quien transmitir la orden. El comandante solo puede escapar de las violaciones de la cumbre de mando si pasa inmediatamente o completa la orden asociada, lo convierte en la base requerida, al igual que, por ejemplo, un arquero dispara la flecha y acierta el objetivo ordenado.
La columna vertebral no resuelta de las órdenes puede conducir a la abnegación patógena y a la enfermedad mental: "Se sabe que las personas que actúan bajo el mando son capaces de las obras más terribles. Cuando se deshace la fuente del mando, y se ven obligados a mirar hacia atrás en sus hechos, no se reconocen a sí mismos". En otras palabras, si el gobernante está muerto, las masas se quedan con solo abnegación colectiva. Menos dramáticas, pero igualmente consecuentes para la psique y la salud del individuo afectado, son las lesiones que se suman o incluso se multiplican por "la columna indisoluble de las órdenes", por ejemplo, en el trabajo determinado por el superior jerárquico y otras acciones ordenadas.

### La autobiografía
Dividida en varios volúmenes (La lengua absuelta, La antorcha al oído y El juego de ojos), se publicó entre 1977 y 1985. Póstumamente se publicó la cuarta parte: Fiesta bajo las bombas (2003) completada por su hija a partir de sus notas. Es precisamente esta obra, una de las más intensas de la literatura contemporánea, lo que le convirtió en uno de los literatos más importantes del siglo XX. Los primeros tomos de la obra son una especie de "novela de formación". La historia se divide en cuatro partes básicas, cada una de las cuales se refiere a un lugar y período de tiempo diferente.

#### La lengua absuelta
La primera parte transcurre en la ciudad natal del autor y se refiere a los acontecimientos relacionados con su infancia. Se describe un mundo suspendido ante la modernidad y el progreso. Elias Canetti describe los rituales y la vida en un mundo que todavía no habían descubierto los estragos de las guerras mundiales. Los días de la pequeña ciudad del Danubio sin preocupaciones o dudas de ningún tipo, de vez en cuando interrumpidas por las fiestas religiosas y algunos otros acontecimientos importantes. Así nos encontramos con la búsqueda de una dimensión íntima y personal, capaz de dar alivio a esas pequeñas metas diarias que marcan la vida de un niño.

#### La antorcha al oído
La segunda parte aborda el periodo comprendido entre 1921 y 1931, entre sus dieciséis y sus veintiséis años de edad. Transcurre en Viena, con tres años iniciales en Fráncfort y unos meses en Berlín, en 1928. Años marcados por la influencia de Karl Kraus, uno de los más eminentes intelectuales europeos de entreguerras, director y redactor único de la revista, Die Fackel (La Antorcha) a la que se refiere el título del libro.
Aparece el análisis del concepto de masa, «el enigma de todos los enigmas» que convertirá en la gran tarea intelectual de su vida. También explica el comienzo en 1925 de su relación con su primera esposa, Veza Tauber-Calderón, de origen sefardí, y el distanciamiento de su madre.
Después explica que ya concluida la carrera, concibe el proyecto literario de la Comedia humana de la locura, que quería plasmar en ocho novelas centradas en personajes con una monomanía particular.En su apartamento cuelga enormes reproducciones de la Crucifixión de Grunewald, cuya contemplación en Colmar, le había emocionado. De esas novelas solo acabará escribiendo una,  Auto de fe, que quería titular Kant se prende fuego y que escribió en 1930.

#### El juego de ojos
En esta obra Canetti ya se presenta como un pensador reconocido en los círculos intelectuales de Viena, tanto por su amistad con los literatos Hermann Broch o Robert Musil, como por el impacto su novela Auto de fe o de las obras teatrales La boda y La comedia de la vanidad. Describe a Musil como muy susceptible y aferrado a su mujer. Toma por modelo moral e intelectual a Avraham Sonne, su «doctor Sonne» pero con mucho más distanciamiento que el de su admiración por Kraus. También habla de forma muy elogiosa de su relación con Alban Berg.
El libro termina con el episodio de la muerte de la madre, en París, en 1937, en cuyos momentos finales estuvo presente, junto con su hermano Georges, con quien ella vivía.

#### Fiesta bajo las bombas
Es una serie de notas y fragmentos que recogen su vida en Inglaterra desde 1939 hasta 1988 ordenados tras su muerte por su hija para su publicación.
En Fiesta bajo las bombas, Canetti va describiendo a diferentes individuos desde el barrendero Cheshan Bois hasta el duque de Northurberland, pero sobre todo a los intelectuales, artistas y escritores que conoció. Como siempre es un observador atento del comportamiento humano y un oyente receptivo. Pone el acento en los elementos discordantes reveladores del caràcter como la risa de macho cabrío de Bertrand Russell, el tartamudeo de Aymer Maxwell, la soberbia de su mejor amigo de la época el sinólogo Arthur Waley, la fragilidad de Franz Steiner o la voz agradable de Geoffrey Pyke. No hace referencia a las penurias que pasó para poder escribir en Inglaterra. Es la parte menos personal de su autobiografía.
Inglaterra siempre le resulta extraña y un exilio idiomático, a pesar de haber vivido en Mánchester de niño. Le repugnan las distancias sociales tan marcadas hasta en el uso del idioma. A los ingleses les reprocha la soberbia. Se ensaña con la figura del poeta T. S. Eliot. Canetti siente en Inglaterra la humillación de no ser nadie y el silencio del desprecio. En los años que vivió en Inglaterra, Canetti asistió a una gran cantidad de partys. Los participantes de una party no pueden tocarse y están diferenciados por castas de diferente nivel. El distanciamiento genera una actitud fría ante el extranjero.
Durante gran parte de estos años se dedica a la redacción de Masa y poder que considera la misión de su vida. Se refiere a la “pequeña” guerra de las Malvinas como “tardía pieza satírica del Imperio”. Aborrece la Inglaterra de los años ochenta que personifica en Margaret Thatcher, tildada de institutriz e “ídolo de la época de vendedores de esclavos”, “la predicadora del egoísmo”. Pero la mayor parte de Fiesta bajo las bombas se centra en los recuerdos de la guerra y la inmediata posguerra. Recuerda los bombardeos de aquellos años, y la mezcla de excitación y frialdad que sentía ante el espectáculo de los aviones sobrevolando el cielo.
En sus visitas al cementerio de Hampstead, donde residía, se siente “ más justo de lo que era en la vida cotidiana”. Da su tiempo a todos como un oyente atento: “Las horas que pasé con cualquiera que me hablara de sí mismo me abrieron horizontes y me hicieron feliz”.

### Apuntes
Algunos de los libros de "apuntes" (Aufzeichnungen) fueron publicados en vida de Canetti y otros vieron la luz de manera póstuma. Algunas de las entregas son La provincia del hombre, El suplicio de las moscas, El corazón secreto del reloj, Hamsptead y dos colecciones con anotaciones de los años 1973-1984 y 1992-1993. Y también se ha publicado un cuaderno de apuntes que Canetti regaló a la pintora Marie-Louise von Motesiczky en 1942.
Canetti leía sin parar sobre todo filosofía, sociología y antropología ya fuera para la preparación de Masa y Poder o para satisfacer su permanente curiosidad y comenzó a anotar a diario "apuntes" sueltos que mostraban su pensamiento al desnudo. Se trata de notas breves y rápidas consignadas en pocas palabras, que solían tener la forma de sentencias y aforismos. No hay que confundirlos con sus "diarios" que por disposición testamentaria verán la luz en el año 2024. En los apuntes no hace referencia a su vida y no utiliza la primera persona del singular.
En muchas ocasiones se refiere a Lichtenberg, tomándolo como su maestro en esta faceta de su obra literaria. Los apuntes comenzaron a publicarse primero en una antología de su obra y, después, a petición de un editor alemán, en una selección. Pero a partir de la concesión del Nobel de Literatura en 1981, fueron apareciendo el resto de libros. Pero lo publicado solo constituye un diez por ciento del total de apuntes todavía inéditos.
El biógrafo del escritor, Sven Hanuschek, ha llamado a los apuntes "el macizo central" de la obra de Canetti. Era su forma de enfrentarse al mundo, un modo de vivirlo, pero sobre todo de pensarlo y comprenderlo. Para Canetti pensar era la esencia de vivir. Son pensamientos siempre lúcidos de un analista libre, que quiere pensarlo "todo de nuevo" por sí mismo -y a partir de mil puntos diferentes-, "a fin de que todo se junte en una sola cabeza y vuelva a ser unidad". Viendo casi siempre más allá de lo que el resto y haciendo comprender sus tesis al ofrecerlas en este formato simplificado y desnudo.
Algunos pensamientos incluidos en Apuntes para Marie-Louise de 1942, son los siguientes: "Siempre es falso el futuro: tenemos demasiada influencia sobre él."
"Los miedos atacan con una regularidad que los vuelve sospechosos: hay miedos mensuales, miedos semanales, miedos diurnos y miedos nocturnos. Se presentan como si sólo estuvieran ahí para marcar el tiempo."
"Ya sólo por sabe
- Gr menos me gustaría saber más." "Él le teme a todo, porque no puede olvidar nada."  "Quien venera el éxito está perdido de todas formas: si lo tiene, acaba asemejándose a él; si no lo tiene, se consume a sí mismo en la más errónea de las nostalgias."  "El asombro vive de la casualidad. En la ley se asfixia."  "El hombre es la medida de todos los animales."  "El conquistador ya no sabe cómo volver del mapa."  "La ética del anciano es su salud."

### Libro de los muertos. Apuntes 1942-1988.
Canetti tenía como uno de los principios rectores de su vida el siguiente: "El objetivo serio y concreto, la meta declarada y explícita de mi vida es conseguir la inmortalidad para los hombres".
El Libro de los muertos. Apuntes 1942-1988 (Galaxia Gutenberg / Círculo de Lectores) recoge nueve cuadernos acumulados por Canetti sobre esta temática y publicados solo en español. Cuando la edición alemana estaba ya preparada, se descubrieron entre el legado de Canetti nuevas aportaciones, así que la publicación se paró para incorporar las novedades y en España se decidió publicar lo ya preparado.
Los cuadernos están fechados en 1942, 1942-1948, 1950, 1972, 1976-1982, 1983, 1984-1985, 1987-1988.
El origen de estos apuntes puede situarse en 1912, cuando murió su padre, con 31 años. En los meses siguientes asistió al duelo de su madre, que no dejaba de llorar y dice al respecto: "No podía consolarla, era inconsolable. Pero cuando se levantaba para acercarse a la ventana yo saltaba de la cama y me ponía a su lado. La rodeaba con mis brazos y no la soltaba. No hablábamos, estas escenas no se desarrollaban con palabras. Yo la sujetaba muy fuerte, y si se hubiera tirado por la ventana habría tenido que arrastrarme con ella".
El 7 de marzo de 1976 decidió convertir sus reflexiones en torno a la muerte en un libro después de una operación de cáncer de su segunda esposa, Hera. En su mente estaban las desapariciones de su maestro Sonne (1950), de su discípula Friedl Benedikt (1953), de Veza, su primera mujer (1963) o de su hermano Georg (1971).
Algunas de estas notas de 1983 dicen: "Desde que sabe que va a morir, no mira ya a nadie a la cara" (8 de noviembre). "¿Ha vivido aquel por cuya vida nadie se ha preocupado?" (11 de noviembre). "Él me pidió que continuara la correspondencia después de su muerte y me dio (por si acaso) dos direcciones" (15 de noviembre). "Uno que se desprende de todos los muertos, ¿qué le queda?" (8 de diciembre).

## Premios y reconocimientos
- Gran Premio de Literatura de Austria (1967)[18]
- Premio de Literatura de la Academia Bávara de Bellas Artes (1969)[19]
- Condecoración Austriaca de las Ciencias y las Artes (1972)[20]
- Premio Georg Büchner (Academia Alemana de Lengua y Literatura, 1972)[21]
- Premio alemán de grabación, por la lectura "Ohrenzeuge" (Deutscher Schallplattenpreis) (1975)[22]
- Premio Nelly Sachs (1975)[23]
- Gottfried-Keller-Preis (1977)[24]
- Pour le Mérite (1979)Premio Johann-Peter-Hebel
- Premio Johann-Peter-Hebel (Baden-Württemberg, 1980).[25]
- Premio Franz Kafka de la ciudad de Klosterneuburg (1981)[26]
- Premio Nobel de Literatura (1981)[21]
- Gran Cruz al Mérito de la Orden del Mérito de la República Federal de Alemania (1983)[27]
- En 1975, Canetti recibió un doctorado honoris causa de la Universidad de Manchester y otro de la Universidad Ludwig Maximilian de Múnich, en 1976.[28]
- El Pico Cenetti en la Isla Livingston (una de las Islas Shetland del Sur en el Archipiélago de la Antártida), lleva su nombre.[29]

## Bibliografía. Obras propias

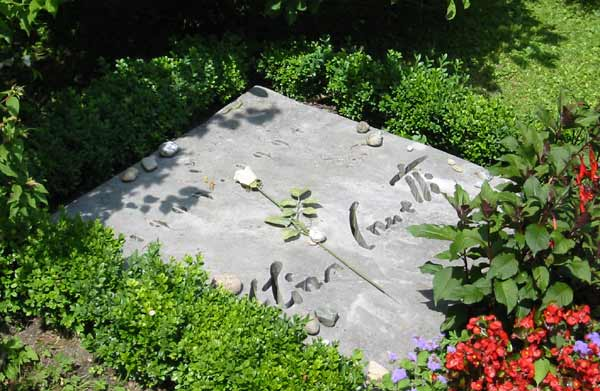
Tumba de Elias Canetti en Zúrich.